# انتخابات الرئيس التنفيذي لهونغ كونغ 2017
انتخابات الرئيس التنفيذي لهونغ كونغ 2017 هي انتخابات عُقدت في 26 مارس 2017 لانتخاب رئيس هونغ كونغ التنفيذي. فازت كاري لام بالمنصب بعد حصولها على 777 صوتا من مجموع 1186

## النتائج
| المرشح                                   | المرشح                   | الحزب                    | الأصوات | %     |
| ---------------------------------------- | ------------------------ | ------------------------ | ------- | ----- |
|                                          | كاري لام                 | مستقلة                   | 777     | 66,81 |
|                                          | جون تشانغ                | مستقل                    | 365     | 31,38 |
|                                          | وه كوانغ هينغ            | مستقل                    | 21      | 1,81  |
| الاصوات البيضاء والملغاة                 | الاصوات البيضاء والملغاة | الاصوات البيضاء والملغاة | 23      | –     |
| المجموع                                  | المجموع                  | المجموع                  | 1٬186   | 100   |
| المنخرطون/المشاركون                      | المنخرطون/المشاركون      | المنخرطون/المشاركون      | 1٬194   | 99,33 |
| Source: النتائج (بالإنجليزية) · المشاركة |                          |                          |         |       |